# Großschmiedestraße

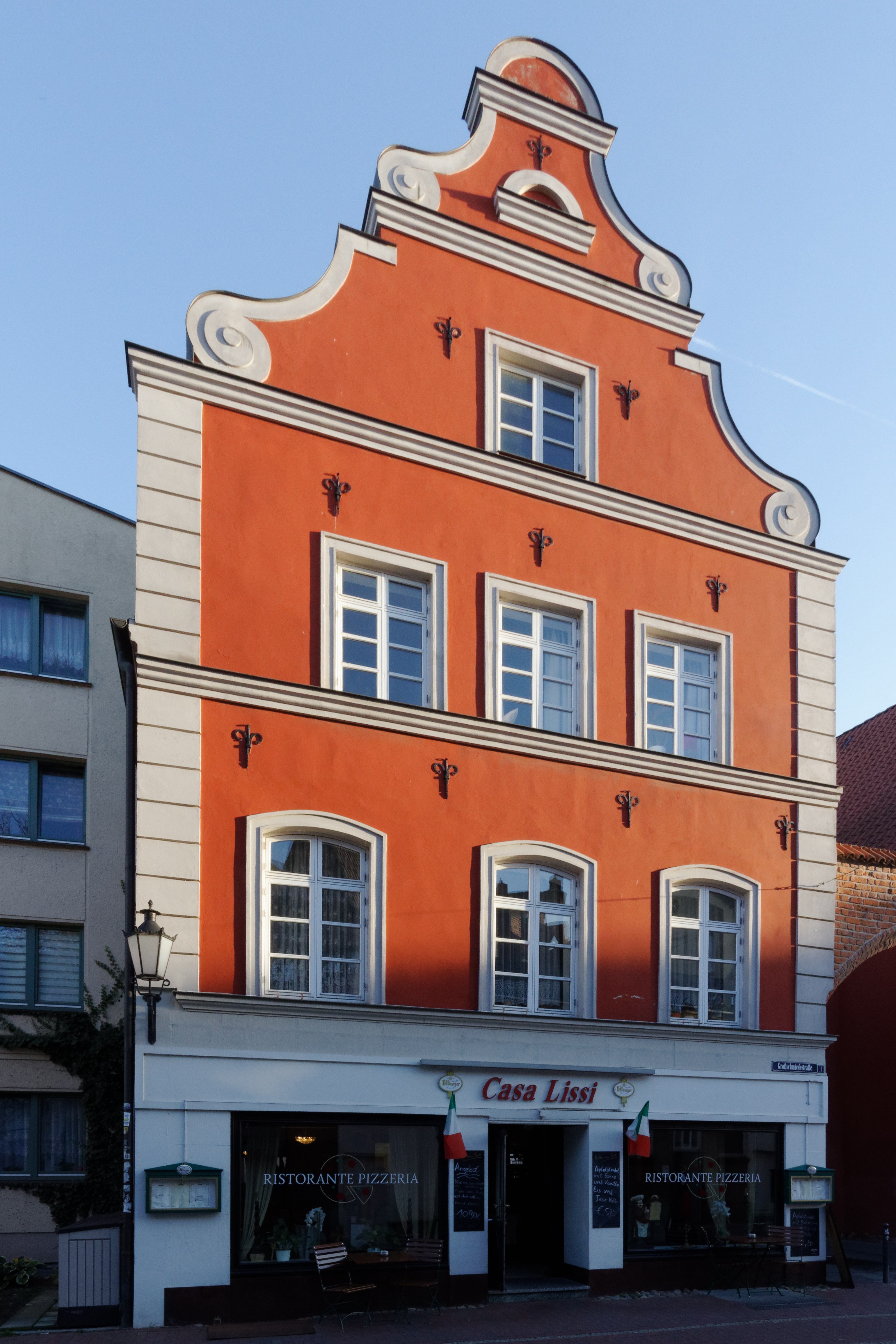
Nr. 1

Die historische Großschmiedestraße in Wismar liegt im Zentrum der Altstadt, die wie der Alte Hafen unter dem besonderen Schutz der UNESCO steht, nachdem Wismar 2002 in die Welterbeliste aufgenommen wurde.
Sie führt in West-Ost-Richtung vom Markt / Mecklenburger Straße zur Turmstraße.

## Nebenstraßen

Wismar zur Zeit der Hanse

Die Nebenstraßen und Anschlussstraßen wurden benannt als Am Markt, Mecklenburger Straße (1250 platea Magnapolensis, 1280 Mekelingburgestrate) nach der ehem. Burg Mecklenburg vom 10./11. Jh., Schatterau seit 1319 evtl. nach dem niederdeutschen scatrouwe (= Lanzenruhe), Diebstraße (1429 platea furum und 1475 devestrate) nach den Dieben sowie Turmstraße nach einem Wehrturm der Stadtmauer aus dem 14. Jh., der 1960 abgerissen wurde.

## Geschichte

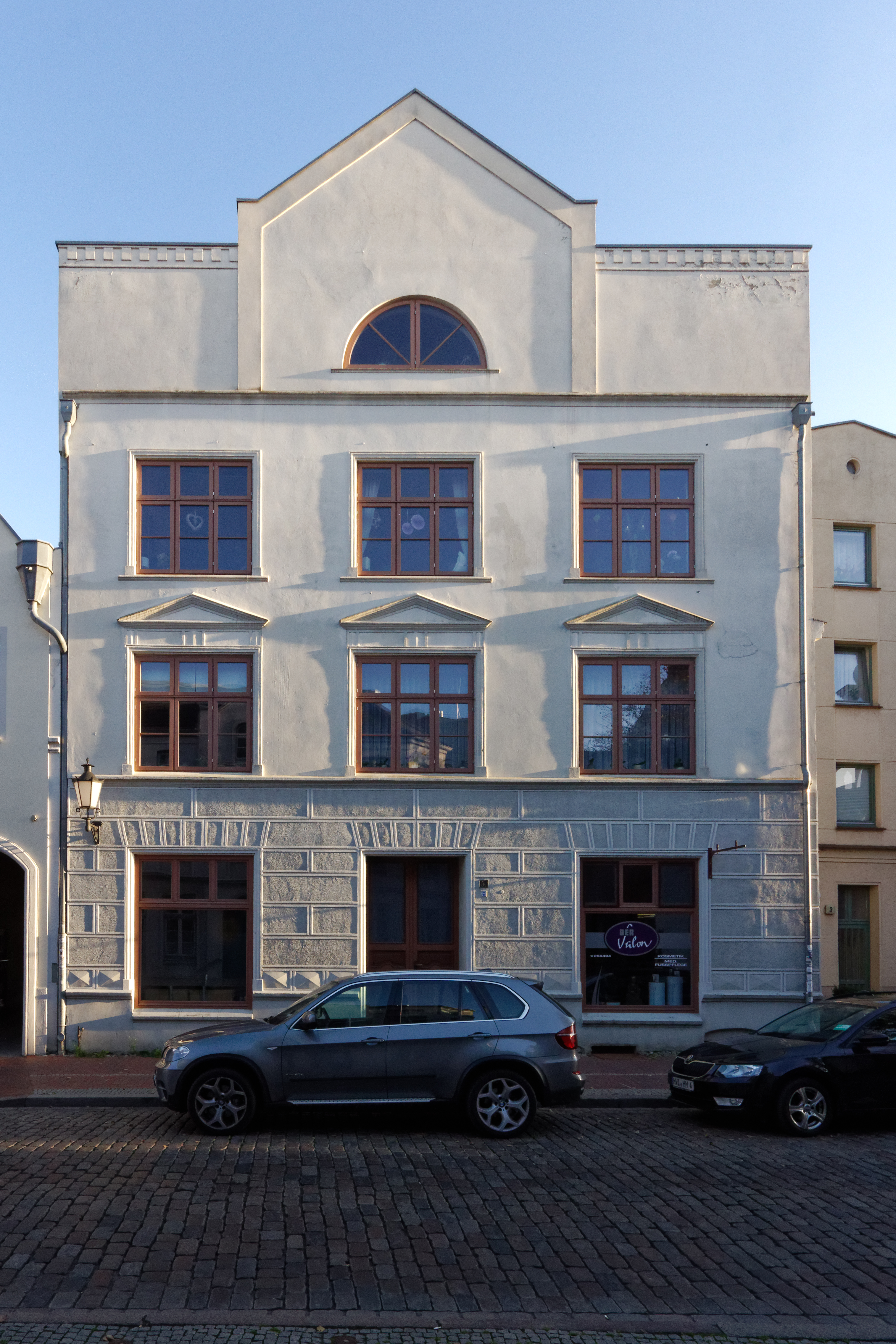
Nr. 5

### Name
Die Großschmiedestraße wurde 1260 erwähnt als platea fabrourum, 1375 als Smedestrasze und 1750 als Grodt-Schmiedt-Straße, benannt nach der Größe der Straße oder aber nach den Groß- bzw. Grobschmieden, im Gegensatz zur Kleinschmiedestraße (feinere Werkzeuge und Schlosserarbeiten).

### Entwicklung

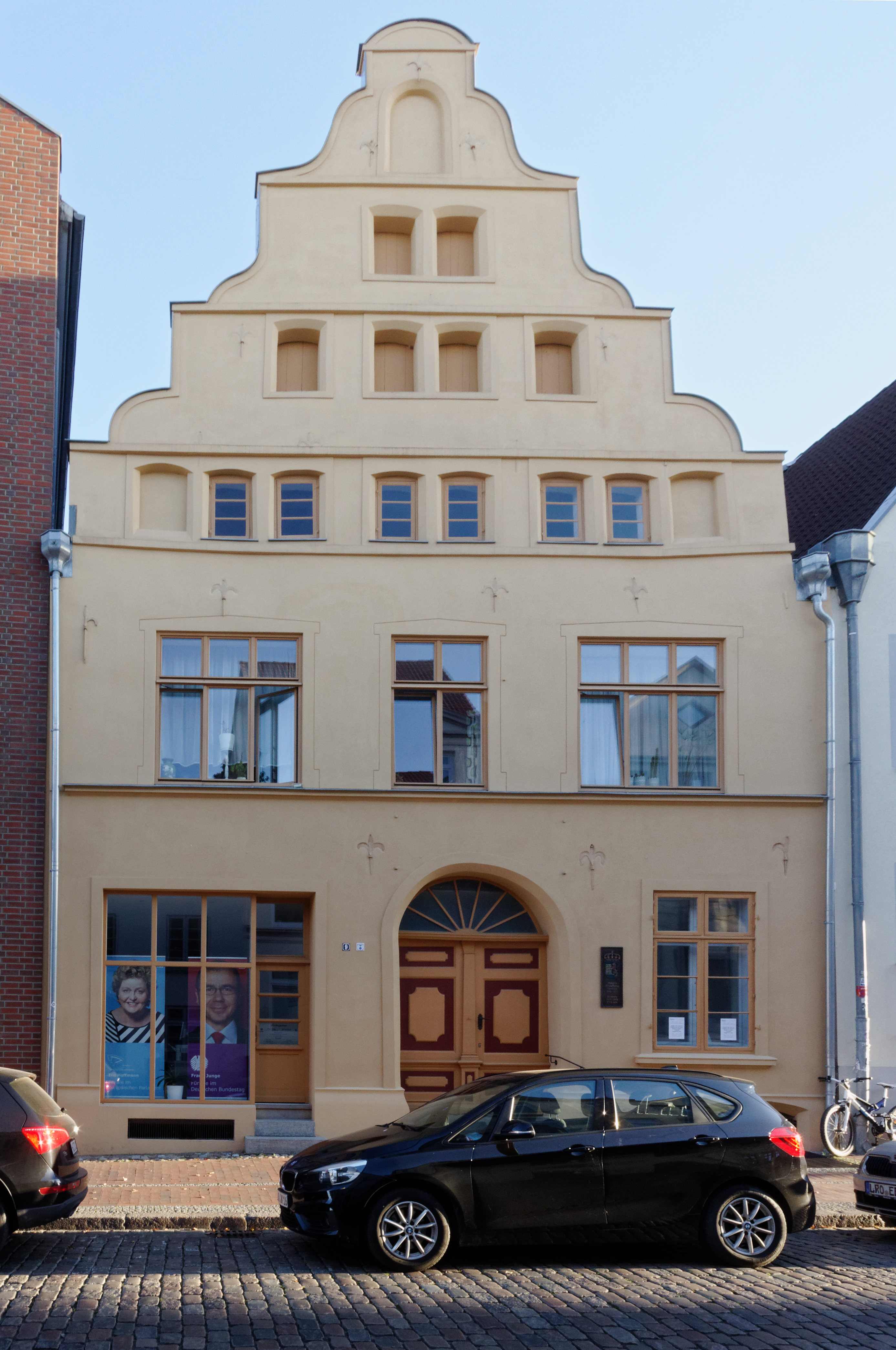
Nr. 9

Wismar wurde im Mittelalter ein bedeutendes Mitglied der Hanse. Der Markt und seine Zufahrtsstraßen bildeten den Kern des mittelalterlichen Ortes, der als Stadt 1229 erstmals erwähnt wurde.
Die Straße liegt seit 1991 im Sanierungsgebiet Altstadt. Sie ist eine saniert Haupterschließungsstraße in der Altstadt.

## Gebäude, Anlagen (Auswahl)
An der Straße stehen zumeist dreigeschossige Wohn- und auch wenige Geschäftshäuser. Die mit (D) gekennzeichneten Häuser stehen unter Denkmalschutz (s. Liste der Baudenkmale in Wismar).
- Nr. 1: 3-gesch. barockes Wohn- und Geschäftshaus (D), englischroter Giebel mit Voluten; saniert, heute mit Restaurant
- Nr. 5: 3-gesch. klassizistisches Wohnhaus (D)
- Nr. 7: 3-gesch. Wohn- und Geschäftshaus mit Praxis und Kanzlei
- Nr. 9: 2-gesch. barockes Wohnhaus (D) mit 4 bis 5 Meter hoher Diele, hofseitige Kemlade für Wohnungen, 1680 schwedisch königliches Licenthaus und später Wohnhaus, pastellgelber Giebel mit Voluten und schwedisches Wappen beim Eingang, Umbauten im 17., 18. und 19. Jh., nach 1945 Kreishygieneinspektion, ab 1990 Leerstand; seit 2016 saniert mit Wohnungen und Geschäftsstelle der SPD[2][3]
- Nr. 10: 2-gesch. Wohn- und Geschäftshaus, barocke Fassade mit Schweifgiebel und Dreiecksaufsatz (D), mit Kemlade, nach Leerstand erfolgten 2002/03 Sicherungsmaßnahmen und Sanierung[4]
- Nr. 11–17: 3-gesch. Haus mit Pflegedienst
- Nr. 12a: 2-gesch. Hofgebäude (D)
- Nr. 18: 3-gesch. Wohnhaus als Baulückenschließung von 2013/15
- Nr. 21: 2-gesch. schlichtes Wohnhaus von 1689 (D), Durchfahrt mit Zierfigur als Löwe
- Nr. 35: 3-gesch. Wohn- und Geschäftshaus als Eckhaus mit Geschäftsstelle einer Versicherung
- Nr. 41: 3-gesch. Wohn- und Geschäftshaus mit Geschäftsstelle einer Versicherung und Praxis

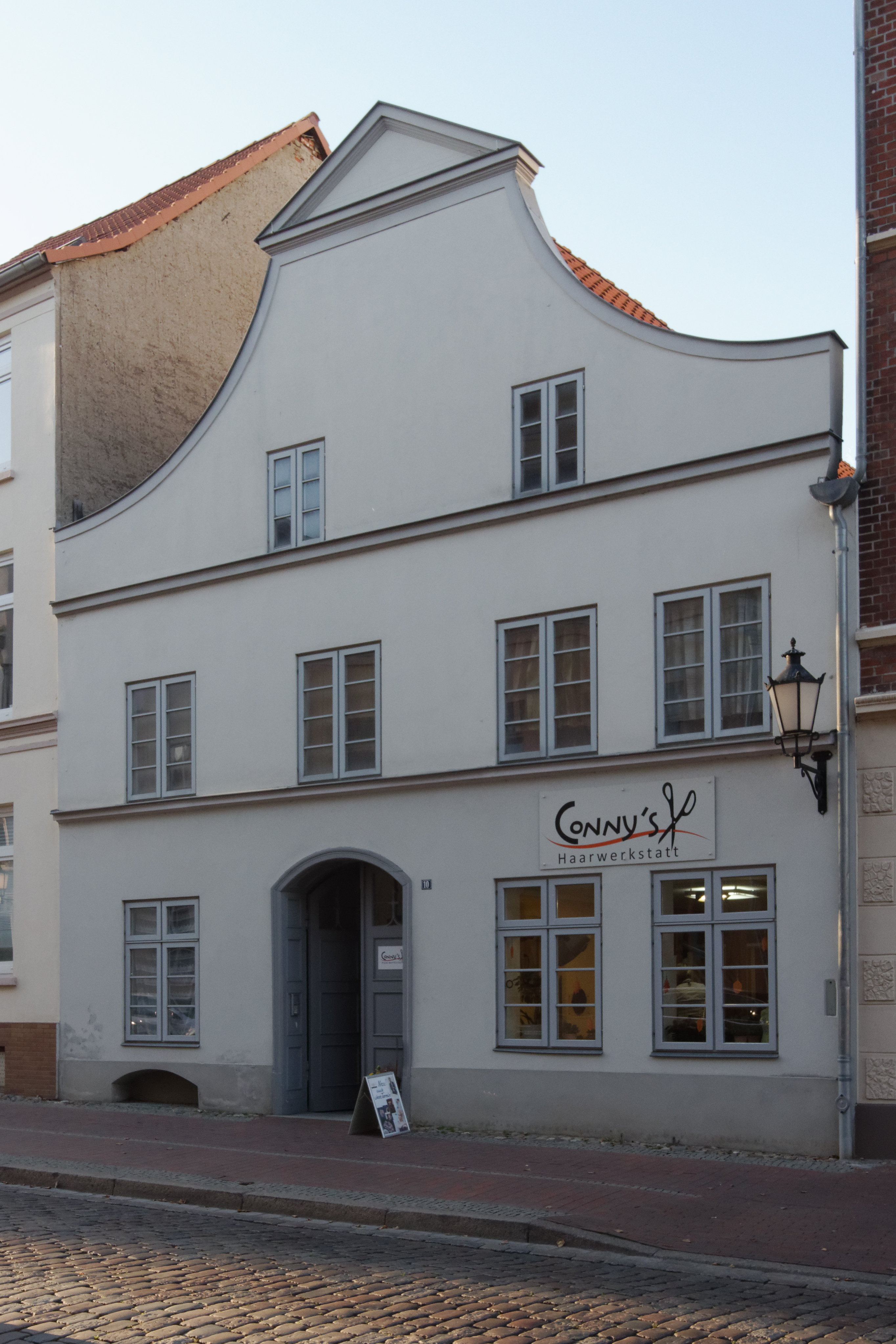
Nr. 10
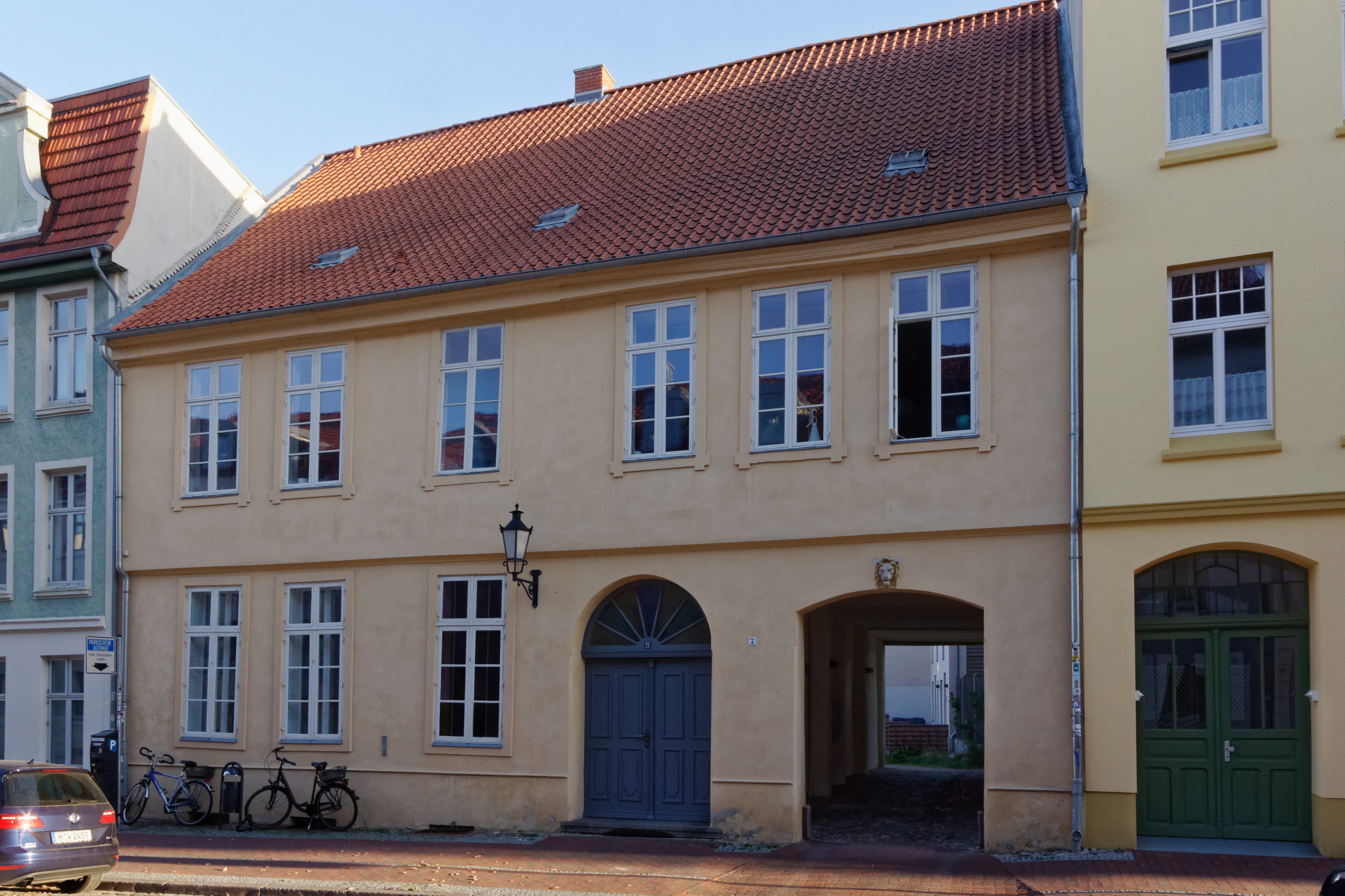
Nr. 21